# Liste von Zwischenfällen mit der Douglas DC-9
Die Liste von Zwischenfällen mit der Douglas DC-9 zeigt eine Übersicht über Totalschäden bei Zwischenfällen von Flugzeugen des Typs Douglas DC-9 mit Todesfolge, einem abgeschriebenen Flugzeug oder einem globalen Medienecho.

## 1960er-Jahre
- Am 1. Oktober 1966 flog eine Douglas DC-9-14 der US-amerikanischen West Coast Airlines (Luftfahrzeugkennzeichen N9101) beim Anflug auf den Flughafen Portland (Oregon) in einen Bergrücken. Bei diesem CFIT (Controlled flight into terrain) wurden alle 18 Insassen getötet. Dies war der erste Totalverlust einer DC-9.[1]

- Am 9. März 1967 kollidierte eine Douglas DC-9-15 der US-amerikanischen Trans World Airlines (N1063T) auf dem Flug vom Greater Pittsburgh Airport zum Flughafen Dayton (Ohio) bei Urbana, Ohio mit einem Privatflugzeug des Typs Beechcraft Baron und stürzte ab. Alle 25 Insassen der DC-9 sowie der alleinfliegende Pilot der Beechcraft starben (siehe auch TWA-Flug 553).[2]

- Am 16. März 1969 stürzte eine von der venezolanische AVENSA geleaste Douglas DC-9-32 (YV-C-AVD) auf einem Flug der ebenfalls venezolanischen VIASA kurz nach dem Start am Flughafen Maracaibo, Venezuela ab. Alle 84 Insassen sowie 71 Menschen am Boden, insgesamt 155, starben beim schwersten Unfall einer DC-9.[3]

- Am 9. September 1969 kollidierte eine Douglas DC-9-31 der US-amerikanischen Allegheny Airlines (N988VJ) im Anflug auf den Indianapolis International Airport mit einer Piper PA-28 bei Shelbyville, Indiana (USA). Alle 83 Menschen starben, die 78 Passagiere und 4 Besatzungsmitglieder in der DC-9 und der Pilot der Piper.[4]

## 1970er-Jahre
- Am 15. Februar 1970 stürzte eine Douglas DC-9-32 der Dominicana de Aviacion (Luftfahrzeugkennzeichen HI-177) in Santo Domingo, Dominikanische Republik kurz nach dem Start ins Meer. Alle 102 Menschen an Bord kamen ums Leben (siehe auch Dominicana-de-Aviación-Flug 603).[5]

- Am 2. Mai 1970 musste eine Douglas DC-9-33CF der US-amerikanischen Overseas National Airways (N935F) vor der Küste von Saint Croix wegen Treibstoffmangel notwassern.  Die Maschine befand sich auf einem Linienflug für ALM Antillean Airlines von New York nach St. Martin. Nach drei Fehlanflügen auf den dortigen Princess Juliana International Airport entschloss sich die Besatzung zu spät, nach Saint Thomas auszuweichen. Bei der Notwasserung kamen 23 der 63 Insassen ums Leben (siehe auch ALM-Flug 980).[6]

- Am 14. November 1970 wurde eine Douglas DC-9-31 der US-amerikanischen Southern Airways (N97S) kurz vor der Landung in Huntington (USA) wegen Unterschreitung der Entscheidungshöhe bei schlechter Sicht in einen Hügel geflogen. Bei diesem CFIT (Controlled flight into terrain) wurden alle 75 Insassen getötet, 71 Passagiere und 4 Besatzungsmitglieder.[7]

- Am 6. Juni 1971 stürzte eine Douglas DC-9-31 der US-amerikanischen Hughes Airwest (N9345) nach einer Kollision mit einer ..McDonnell F-4 Phantom II des US Marine Corps (Bu 151458) bei Duarte (Kalifornien) ab. Alle 49 Insassen der DC-9 und der Pilot der F-4 starben (siehe Hughes-Airwest-Flug 706).[8]

- Am 21. Januar 1972 musste eine Douglas DC-9-32 der Turkish Airlines (TC-JAC) auf einem Flug vom Flughafen Ankara zum Flughafen Damaskus aufgrund von Problemen mit dem Kabinendruck auf dem Flughafen Adana notlanden. Beim zweiten Landeanflug mit Rückenwind stürzte die Maschine ab. Es befanden sich keine Passagiere an Bord. Von den fünf Besatzungsmitgliedern kam eine Person ums Leben.[9]

- Am 26. Januar 1972 brach eine Douglas DC-9-32 der jugoslawischen Fluggesellschaft JAT (YU-AHT)  über dem tschechoslowakischen Dorf Sbrská Kamenica auseinander. Die Flugbegleiterin Vesna Vulović überlebte den Absturz aus angeblich mehr als 10.000 m Flughöhe, die anderen 23 Passagiere und 4 Besatzungsmitglieder kamen ums Leben. Flughöhe und Absturzgrund sind umstritten.[10]

- Am 19. März 1972 flog eine Douglas DC-9-32 der jugoslawischen Inex Adria Airways (YU-AHR), die für Egypt Air betrieben wurde, etwa 7 Kilometer vor der Landebahn des Flughafens Aden in Shamsam, Südjemen in einen Berg. Bei diesem CFIT (Controlled flight into terrain) wurden alle 30 Menschen an Bord getötet (siehe auch Egyptair-Flug 763).[11]

- Am 28. Mai 1972 machte eine Douglas DC-9-31 der US-amerikanischen Eastern Air Lines (N8961E) in Fort Lauderdale, Florida, Vereinigte Staaten, eine Bruchlandung. Dabei brach das Hauptfahrwerk zusammen, die Tragflächen brachen ab; es kam zu einem Brand, bei dem das Flugzeug völlig zerstört wurde. Die 10 Personen an Bord überlebten alle den Unfall.[12]

- Am 30. Mai 1972 stürzte eine Douglas DC-9-14 der US-amerikanischen Delta Air Lines (N3305L) auf einem Trainingsflug auf dem Greater Southwest International Airport in Fort Worth (Texas) während eines Touch-and-Go-Manövers auf die Landebahn und explodierte. Zu dem Absturz war es gekommen, nachdem die Maschine in Wirbelschleppen einer kurz zuvor gestarteten McDonnell Douglas DC-10, geraten war, wobei die Piloten die Kontrolle verloren. Alle 4 Personen an Bord starben (siehe Delta-Air-Lines-Flug 9570).[13]

- Am 20. Dezember 1972 kollidierte eine Douglas DC-9-31 der US-amerikanischen North Central Airlines (N954N) während des Starts mit einer Convair CV-880 (N8807E) US-amerikanischen der Delta Air Lines, die dieselbe Startbahn am O’Hare International Airport in Chicago, Illinois, kreuzte. Die DC-9 wurde zerstört, 10 Menschen wurden getötet und 15 der 45 Personen an Bord verletzt; zwei der 93 Personen an Bord der Convair 880 erlitten leichte Verletzungen. Als Hauptursache wurden Fehler der Flugsicherung angegeben.[14]

- Am 5. März 1973 kollidierte eine Douglas DC-9-32 der spanischen Iberia (EC-BII) mit einer Convair CV-990 der ebenfalls spanischen Spantax (EC-BJC) über Nantes, Frankreich. Alle 68 Insassen der DC-9 starben. Die Spantax-Maschine konnte erfolgreich auf dem Militärflugplatz Cognac-Châteaubernard notgelandet werden.[15]

- Am 31. Juli 1973 stürzte eine Douglas DC-9-31 der US-amerikanischen Delta Air Lines (N975NE) in Boston, Massachusetts beim Landeanflug kurz vor dem Flughafen Boston-Logan ab. Ein Passagier überlebte vier Monate, alle anderen 88 Personen an Bord wurden beim Unfall getötet.[16]

- Am 11. September 1974 stürzte eine Douglas DC-9-31 der US-amerikanischen Eastern Air Lines (N8984E) kurz vor der Landebahn in Charlotte, North Carolina, ab. Dabei wurden 72 der 82 Insassen getötet.[17]

- Am 30. Oktober 1975 flog eine aus Tivat kommende Douglas DC-9-32 der jugoslawischen Inex Adria (YU-AJO) beim Landeanflug acht Kilometer vor dem Flughafen Prag in einen Hügel. Während des Unfallzeitpunkts herrschte Nebel mit Sichtweiten unter 1500 Meter. Unfallursache war ein Controlled flight into terrain. Von den 120 Flugzeuginsassen wurden 75 getötet.[18]

- Am 10. September 1976 stieß eine Douglas DC-9-32 der jugoslawischen Inex Adria (YU-AJR) über Zagreb, Jugoslawien bei der Flugzeugkollision von Zagreb mit einer Hawker Siddeley Trident der British Airways (G-AWZT) zusammen. Alle 176 Insassen der beiden Maschinen sowie eine Person am Boden kamen ums Leben.[19][20]

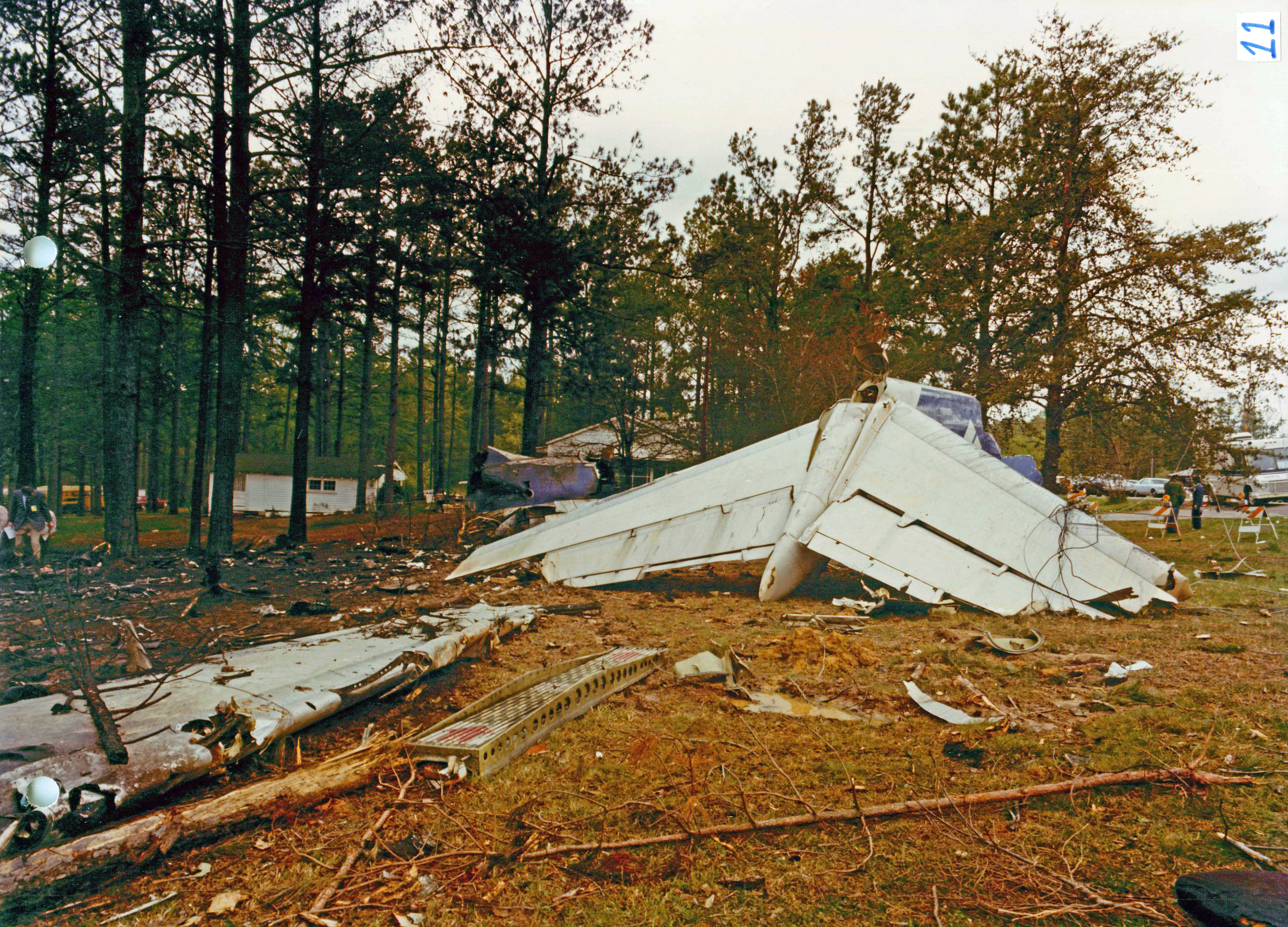
Überreste der DC-9-31 des Southern-Airways-Flugs 242

- Am 4. April 1977 fielen bei einer Douglas DC-9-31 der US-amerikanischen Southern-Airways (N1335U) bei Hope, Georgia, beide Triebwerke aus, nachdem das Flugzeug in eine Schlechtwetterfront geflogen war. Man geht davon aus, dass die Triebwerke durch Hagelschlag ausfielen. Die Piloten versuchten eine Notlandung auf einer zweispurigen Landstraße. Von den 85 Insassen starben 63, ebenso 9 Personen, die sich auf der Landstraße befanden.[21]

- Am 26. Juni 1978 brachen die Piloten einer Douglas DC-9-32 der Air Canada (CF-TLV) in Toronto den Start ab, nachdem an der Maschine einen Reifen geplatzt war. Die Maschine rollte über das Startbahnende hinaus und stürzte einen Abhang herunter, wobei der Rumpf auseinanderbrach. Von den 107 Menschen an Bord wurden 2 Passagiere getötet (siehe auch Air-Canada-Flug 189).[22]

- Am 23. Dezember 1978 wurde eine Douglas DC-9-32 der Alitalia (I-DIKQ) in Palermo, Sizilien, beim Landeanflug etwa 3 Kilometer vor dem Flughafen ins Mittelmeer geflogen. Bei diesem CFIT (Controlled flight into terrain) wurden 108 Insassen getötet. Besatzungen von Fischerbooten retteten 21 Insassen (siehe auch Alitalia-Flug 4128).[23]

- Am 9. Februar 1979 wurden mit einer Douglas DC-9-14 der Eastern Air Lines (N8910E) am Dade-Collier Training and Transition Airport Übungsflüge durchgeführt. An Bord befanden sich ein Fluglehrer und vier Flugschüler. Bei einem der Starts stellte der Ausbilder während der Rotation das linke Triebwerk ab, um einen Triebwerksausfall zu simulieren. Daraufhin rollte das Flugzeug nach links und die linke Tragfläche berührte den Boden. Beim folgenden Aufprall wurde die Unterseite des Bugbereichs der Maschine fast völlig zerstört. Alle fünf Personen an Bord wurden verletzt, zwei davon schwer. Das Flugzeug musste abgeschrieben werden.[24][25]

- Am 14. September 1979 wurde eine aus Alghero kommende Douglas DC-9-32 der italienischen Aero Trasporti Italiani (ATI) (I-ATJC) beim Landeanflug auf den Flughafen Cagliari bei Capoterra in bergiges Gelände geflogen. Der Kapitän nahm an, dass man sich über dem Meer befand, während der Erste Offizier zu Recht davon ausging, dass sich das Flugzeug über den Bergen befand. In nur 610 Metern Höhe kollidierte die Maschine 18 Kilometer südwestlich des Flughafens mit den Felsen, woraufhin sie auseinanderbrach, aufschlug und Feuer fing. Bei diesem CFIT (Controlled flight into terrain) wurden alle 31 Insassen getötet, vier Besatzungsmitglieder und 27 Passagiere (siehe auch Aero-Trasporti-Italiani-Flug 12).[26]

## 1980er-Jahre
- Am 7. Januar 1980 brannte eine Douglas DC-9-32 (Luftfahrzeugkennzeichen I-DIKB) der Alitalia am Flughafen Rom-Fiumicino im Hangar 2 der zona tecnica aus, wo sie einem C-Check unterzogen wurde. Niemand kam ums Leben, das Flugzeug musste jedoch abgeschrieben werden.[27]

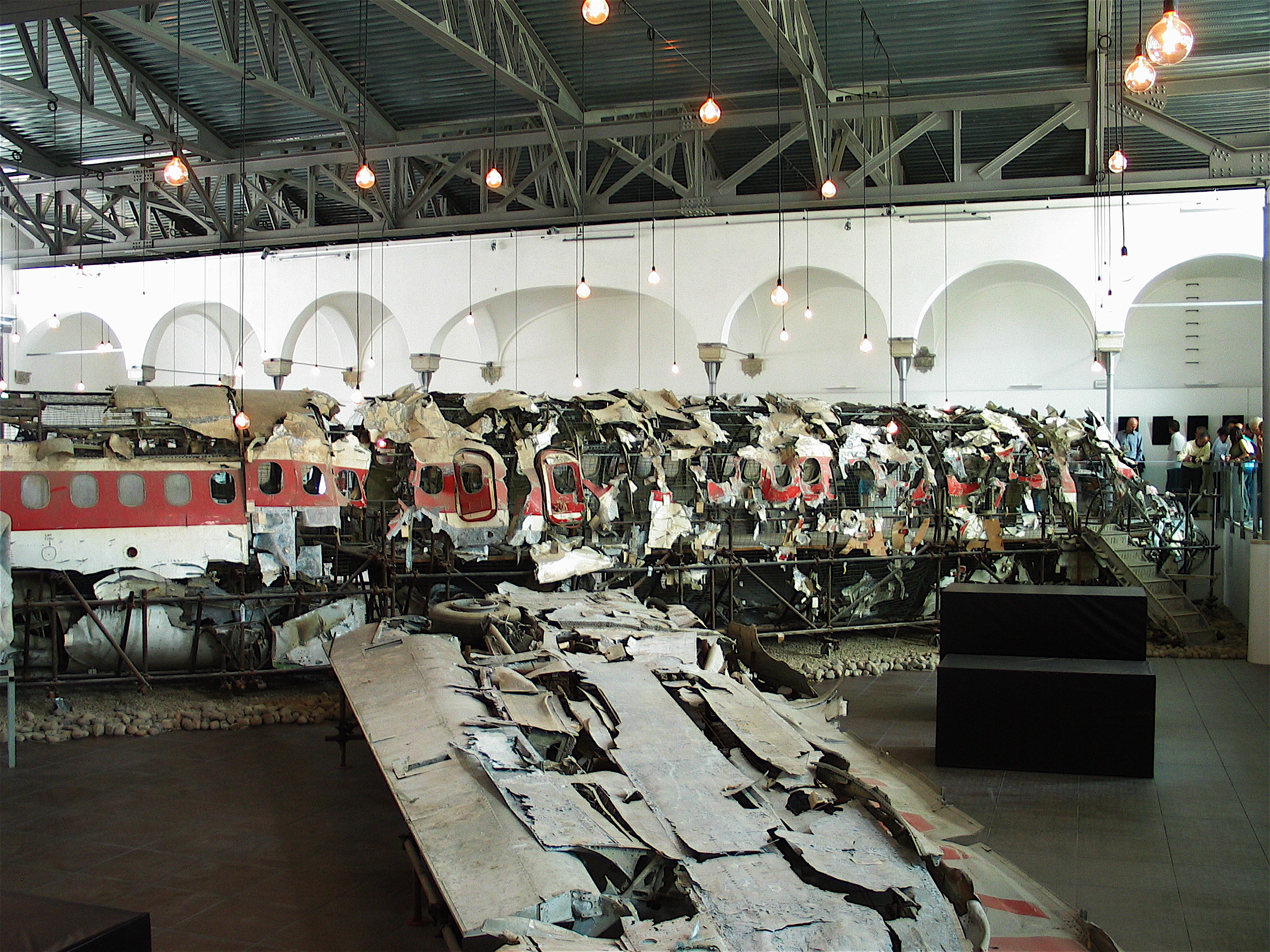
Überreste der DC-9-15 des Itavia-Flugs 870

- Am 27. Juni 1980 brach eine Douglas DC-9-15 der italienischen Itavia (I-TIGI) in der Luft auseinander und stürzte 80 km nördlich von Ustica ins Mittelmeer. Die Gründe für den Absturz konnten nicht vollständig geklärt werden. Alle 81 Insassen der DC-9 kamen ums Leben.[28]

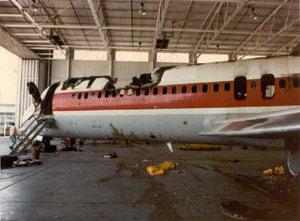
Überreste der DC-9-32 des Air-Canada-Flugs 797

- Am 27. Juli 1981 verunglückte eine Douglas DC-9-32 der Aeroméxico (XA-DEN) bei der Landung am Flughafen Chihuahua mit 60 Passagieren und 6 Besatzungsmitgliedern an Bord. Das Flugzeug setzte rund 150 m rechts von und rund 60 m nach der Landeschwelle auf, schnellte in die Luft zurück und schlug anschließend auf den Boden auf. Dabei zerbrach der Rumpf und das Flugzeug fing Feuer. Achtundzwanzig Passagiere und zwei Besatzungsmitglieder kamen ums Leben. Zum Zeitpunkt des Unfalls gab es starke Böen und Schauer (siehe auch Aeroméxico-Flug 230).[29]

- Am 8. November 1981 kam es bei einer Douglas DC-9-32 der Aeroméxico (XA-DEO) mit 12 Passagieren und 6 Besatzungsmitgliedern an Bord 35 Minuten nach dem Start vom Flughafen Acapulco zu einem Druckabfall im Flugzeug. Die Piloten versuchten, für eine Notlandung nach Acapulco zurückzukehren. Dabei kollidierte das Flugzeug mit einem Berg, es gab keine Überlebenden (siehe auch Aeroméxico-Flug 110).[30]

- Am 2. Juni 1983 kam es in Cincinnati/Northern Kentucky International Airport, USA, zu einer Notlandung einer Douglas DC-9-32 der Air Canada (C-FTLU) wegen eines Feuers im Bereich der hinteren Toilette. Durch Rauchvergiftung und eine Rauchgasexplosion während der Evakuierung der gelandeten Maschine starben 23 der insgesamt 41 Passagiere, darunter auch der kanadische Folksänger Stan Rogers. Konsequenzen aus der Unfalluntersuchung waren u. a. die Einführung von Brandmeldern und Sicherheitseinweisungen vor dem Start an Bord aller Verkehrsmaschinen.[31]

- Am 7. Dezember 1983 kollidierten auf dem Flughafen Madrid-Barajas eine startende Boeing 727-200 der spanischen Iberia (EC-CFJ) und eine rollende DC-9-32 der ebenfalls spanischen Aviaco (EC-CGS), deren Piloten im Nebel auf die aktive Startbahn gerollt waren. Bei dem Unfall kamen 93 Menschen ums Leben, 51 von 93 in der Boeing 727 sowie alle 42 an Bord der Aviaco-Maschine. Als Konsequenz dieses Unfalls wurden alle spanischen Verkehrsflughäfen, insbesondere Barcelona und Madrid, so umgestaltet, dass ein Kreuzen einer aktiven Start- oder Landebahn nicht mehr notwendig ist (siehe auch Flugzeugkollision in Madrid 1983).[32][33]

- Am 6. September 1985 stürzte eine Douglas DC-9-14 der US-amerikanischen Midwest Express (N100ME) kurz nach dem Start nach Atlanta in Milwaukee, Wisconsin, USA auf Grund eines Triebwerkversagens und folgenden Pilotenfehlers ab. Alle 31 Menschen an Bord starben.[34]

- Am 31. August 1986 stieß eine DC-9-32 der Aeroméxico (XA-JED) nahe Los Angeles, Kalifornien, USA auf dem Flug von Mexiko-Stadt nach Los Angeles in der Luft mit einem Kleinflugzeug des Typs Piper PA-28 Cherokee (N4891F) über der Stadt zusammen. Bei dem resultierenden Absturz wurden alle 67 Personen in beiden Flugzeugen getötet. Zudem starben 15 Menschen am Boden. Unfallursache waren Fehler des Piloten des Kleinflugzeuges und der Flugsicherung (siehe Aeroméxico-Flug 498).[35]

- Am 4. April 1987 kollidierte eine Douglas DC-9-32 der Garuda Indonesia (PK-GNQ) im Landeanflug auf den Flughafen Polonia bei Medan mit Hochspannungsleitungen und stürzte ab, wobei 23 der 45 Personen an Bord starben. Es wird vermutet, dass das Flugzeug aufgrund von Scherwinden abgestürzt ist (siehe auch Garuda-Indonesia-Flug 035).[36]

- Am 15. November 1987 sank eine DC-9-14 der US-amerikanischen Continental Airlines (N626TX) nach dem Abheben wieder auf die Startbahn des Flughafens Denver-Stapleton, Colorado, USA zurück und zerbrach. Beide Piloten waren auf diesem Typ sehr unerfahren und hatten das Flugzeug nicht ausreichend enteisen lassen. Von 82 Insassen starben 28. Der Untersuchungsbericht kritisierte fehlende Regelungen bei Continental bezüglich der nötigen Flugerfahrung (siehe auch Continental-Airlines-Flug 1713).[37]

## 1990er-Jahre
- Am 18. Februar 1990 schlug eine Douglas DC-9-32 der spanischen Aviaco (Luftfahrzeugkennzeichen EC-BIQ) beim Versuch des Durchstartens auf dem Flughafen Menorca (Spanien) mit + 3,56 g extrem hart auf der Landebahn auf. Die Piloten kehrten nach Palma de Mallorca zurück, wo eine sichere Landung durchgeführt werden konnte. Allerdings war das Flugzeug irreparabel beschädigt. Alle 89 Insassen, sieben Besatzungsmitglieder und 82 Passagiere, überlebten den Unfall.[38]

- Am 14. November 1990 wurde eine DC-9-32 der Alitalia (I-ATJA) beim Unterschreiten der Mindestflughöhe während des Endanflugs auf die Landebahn 14 am Flughafen Zürich ins Gelände geflogen. Sie prallte dabei rund neun Kilometer vor der Landeschwelle in den bewaldeten Haggenberg zwischen Weiach und Stadel bei Niederglatt. Alle 46 Insassen wurden dadurch getötet (siehe auch Alitalia-Flug 404).[39]

- Am 3. Dezember 1990 kollidierten zwei Verkehrsmaschinen der US-amerikanischen Northwest Airlines, eine Douglas DC-9-14 auf dem Weg nach Pittsburgh (N3313L) und eine Boeing 727-251 auf dem Weg nach Memphis (N278US), in Detroit, Michigan, USA im Nebel am Boden. Die Piloten der DC-9 waren versehentlich auf die Startbahn gerollt. Bei dem Zusammenprall mit über 150 km/h wurde bei der DC-9 eine Tragfläche abgerissen und bei der DC-9 brach Feuer aus. An Bord der DC-9 starben 8 Menschen, insgesamt 190 Menschen überlebten (siehe auch Flugzeugkollision auf dem Detroit Metropolitan Wayne County Airport 1990).[40]

- Am 5. März 1991 prallte eine DC-9-32 der Linea Aeropostal Venezolana (LAV) (YV-23C) nahe La Valesa, Venezuela auf dem Flug von Maracaibo nach Santa Barbara gegen einen Berg. Alle 43 Insassen starben (siehe auch Aeropostal-Flug 109).[41]

- Am 18. April 1993 verunglückte eine Douglas DC-9-41 der Japan Air System (JA8448) bei der Landung auf dem Hanamaki Airport in Japan. Es gab 19 Verletzte, doch alle 77 Insassen an Bord überlebten. Das Flugzeug wurde abgeschrieben.[42]

- Am 21. Juni 1993 landete ein Douglas DC-9-32 der Garuda Indonesia (PK-GNT) auf der Startbahn 09 und rollte sicher zum Vorfeld des Ngurah Rai International Airport in Denpasar, Bali, Indonesien. Dort wurden große Flugzeugschäden entdeckt. Das Flugzeug war hoch im Anflug, was zu stark korrigiert wurde, was dazu führte, dass das Flugzeug zu niedrig kam. Der Schub wurde erhöht und die DC-9 traf dann in einer nach oben gerichteten Position auf die Landebahn. Alle Passagiere und Besatzungen an Bord überlebten.[43]

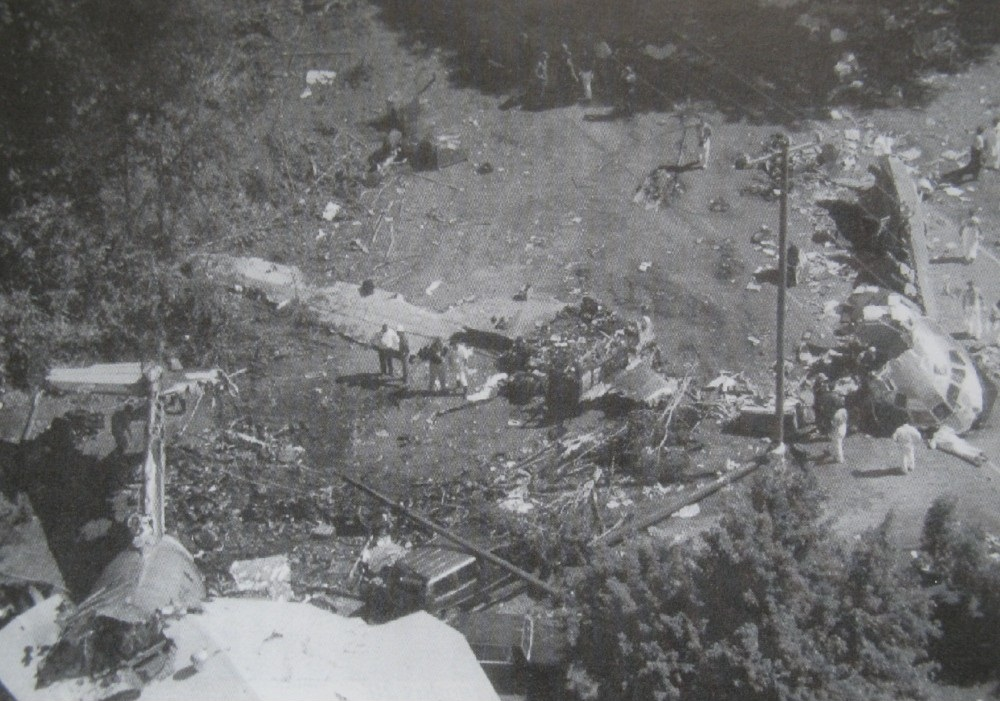
Trümmerfeld der abgestürzten DC-9-31 des USAir-Flugs 1016

- Am 2. Juli 1994 stürzte eine am Columbia Metropolitan Airport, South Carolina gestartete Douglas DC-9-31 der US-amerikanischen USAir (N954VJ) am Charlotte Douglas International Airport, North Carolina bei einem missglückten Durchstartversuch bei Windscherungen in heftigen Regenschauern ab. Von den 57 Insassen kamen 37 ums Leben (siehe auch USAir-Flug 1016).[44]

- Am 11. Januar 1995 wurde eine aus Bogotá kommenden Douglas DC-9-14 der kolumbianischen Intercontinental de Aviación (HK-3839X) in Cartagena, Kolumbien kurz vor der Landung ins Gelände geflogen. Nur eine Person überlebte, die anderen 51 Menschen an Bord starben (siehe auch Intercontinental-de-Aviación-Flug 256).[45]

- Am 8. Juni 1995 brachen die Piloten einer DC-9-32 der US-amerikanischen ValuJet (N908VJ) auf dem Flughafen Atlanta (USA) den Start ab. Auslöser war ein Triebwerksausfall, der durch eine korrodierte Triebwerkskomponente verursacht worden war. Die Maschine begann zu brennen. Alle 62 Insassen überlebten. Das betroffene Triebwerksteil war bei der Wartung 1991 durch Turkish Airlines kontrolliert worden.[46]

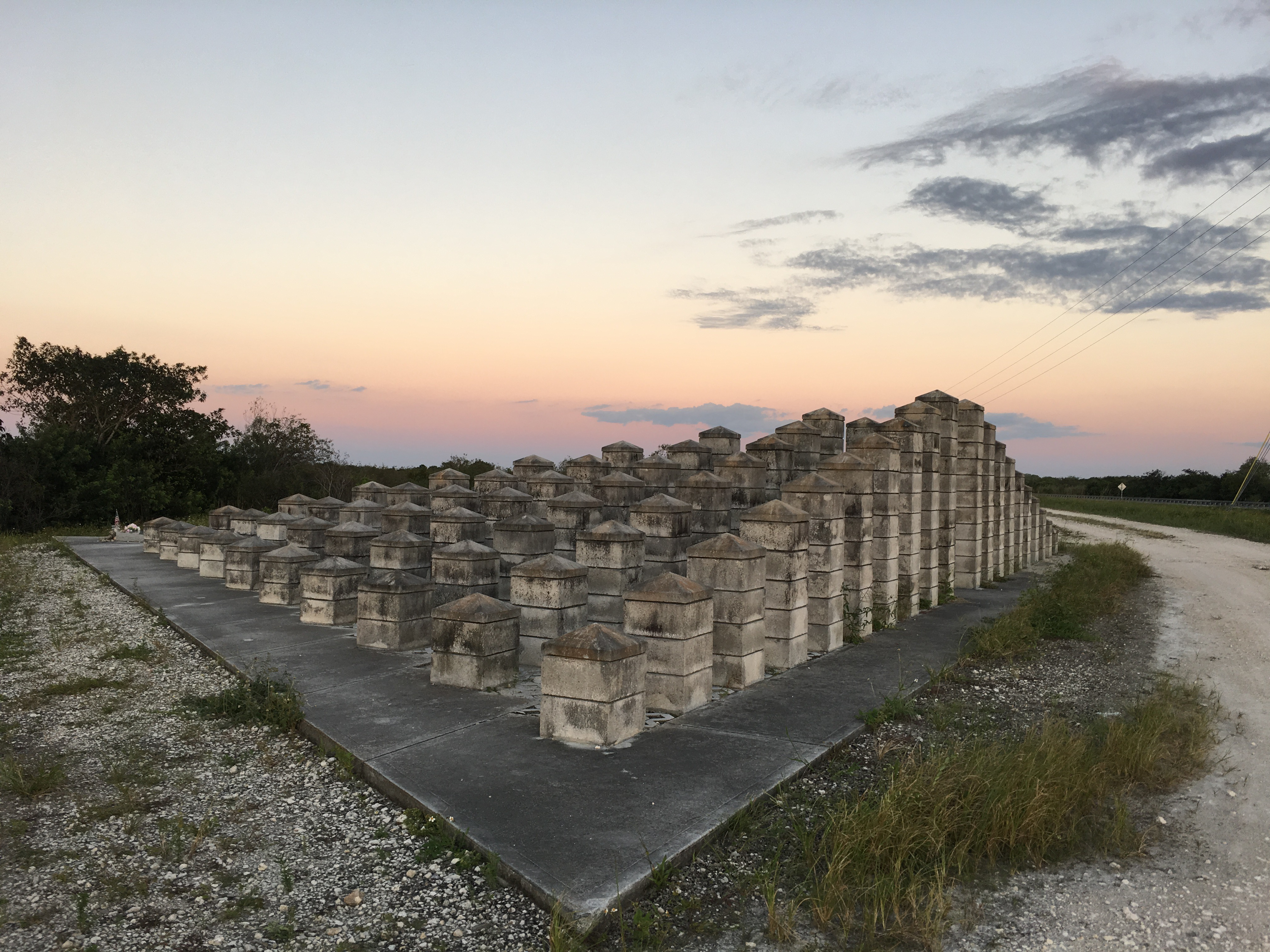
Gedenkstätte zur Erinnerung an die Opfer des ValuJet-Flugs 592

- Am 11. Mai 1996 stürzte eine DC-9-32 der US-amerikanischen ValuJet Airlines (N904VJ) neun Minuten nach dem Start vom Flughafen Miami in die Everglades-Sümpfe, weil kurz nach dem Start ein Feuer im Frachtraum ausgebrochen war. Ursache dafür waren mehrere Fehler durch ValuJet und die Firma SabreTech bei der Verladung von fünf Kartons mit Sauerstoffgeneratoren einer McDonnell Douglas MD-80, die für die Sauerstoffmasken von Passagierflugzeugen verwendet werden. Alle 110 Menschen an Bord starben. Der Unfall führte dazu, dass die FAA am 17. Juni ValuJet die Fluglizenz entzog (siehe ValuJet-Flug 592).[47]

- Am 10. Oktober 1997 kam es nahe Nuevo Berlin, Uruguay zum Absturz einer Douglas DC-9-32 der argentinischen Austral Líneas Aéreas (LV-WEG) auf dem Weg von Posadas, Argentinien nach Buenos Aires bei ungünstigen Wetterbedingungen (Gewitter). Alle 74 Menschen an Bord starben.[48]

- Am 2. Februar 1998 prallte auf den Philippinen beim Anflug auf Cagayan de Oro eine Douglas DC-9-32 der philippinischen Cebu Pacific Air (RP-C1507) gegen einen Berg. Keiner der 104 Insassen an Bord überlebte.[49]

- Am 9. November 1999 stieg in Uruapan (Mexiko) eine Douglas DC-9-31F der mexikanischen TAESA (XA-TKN) nach dem Start zunächst zu steil auf, geriet daraufhin außer Kontrolle und stürzte rund 6 Kilometer südlich des Flughafens Uruapan ab. Alle 18 Personen an Bord starben.[50]

## 2000er-Jahre
- Am 8. August 2000 führten die Piloten einer Douglas DC-9-32 der US-amerikanischen AirTran Airways (Luftfahrzeugkennzeichen N838AT) Richtung Atlanta, Georgia eine Notlandung in Greensboro durch. Kurz nach dem Start erklärte die Flugbesatzung einen Notfall wegen Feuers und Rauchs im Cockpit während des Fluges. Es wurde eine Notfall-Evakuierung durchgeführt. Von den 58 Passagieren und 5 Besatzungsmitgliedern an Bord erlitten 3 Besatzungsmitglieder und 5 Passagiere leichte Verletzungen durch Rauchvergiftung. Fünf Passagiere und ein Bodenpersonalmitglied wurden bei der Evakuierung leicht verletzt. Das Flugzeug wurde wegen erheblicher Brand-, Hitze- und Rauchschäden abgeschrieben.[51]

- Am 6. Oktober 2000 konnte eine Douglas DC-9-31 der Aeroméxico (N936ML) auf dem Weg von Mexiko-Stadt nach Reynosa, Mexiko, nicht vor dem Ende der Landebahn zum Stillstand gebracht werden, kollidierte mit Häusern und fiel in einen kleinen Kanal. Vier Menschen auf dem Boden wurden getötet. Keiner der 83 Passagiere und 5 Besatzungsmitglieder kam ums Leben. Die DC-9 wurde stark beschädigt und als Verlust eingestuft (siehe auch Aeroméxico-Flug 250).[52]

- Am 29. November 2000 führte die Flugbesatzung einer Douglas DC-9-32 der US-amerikanischen AirTran Airways (N826AT) eine Notlandung in Atlanta durch. Kurz nach dem Start nach Akron, Ohio, stellte die Flugbesatzung fest, dass mehrere Sicherungen ausgelöst und mehrere Warnlampen des Anzeigepanels leuchteten. Nach der Landung meldete eine der Flugbegleiterinnen, dass von der linken Seitenwand in der vorderen Kabine Rauch austrat; das Flugsicherungspersonal informierte die Flugbesatzung auch, dass Rauch aus dem Flugzeug kam. Die Flugbesatzung leitete dann eine Notfallevakuierung auf einem der Rollwege ein. Von den 2 Besatzungsmitgliedern, 3 Flugbegleitern und 92 Passagieren an Bord wurden 13 Passagiere leicht verletzt. Das Flugzeug wurde irreparabel beschädigt.[53]

- Am 10. Mai 2005 fiel an einer Douglas DC-9-50 der US-amerikanischen Northwest Airlines (N763NC) das rechte Hydrauliksystem aus. Nach Abarbeitung der betreffenden Notfall-Checkliste konnte die Maschine erfolgreich in Minneapolis gelandet werden. Beim Rollen zur Parkposition stellte der Kapitän gewohnheitsmäßig das linke Triebwerk ab. Dadurch kam es allerdings zum Verlust auch des linken Hydrauliksystems, wodurch die Bugradsteuerung, die Bremsen und der Umkehrschub ausfielen. Die nicht mehr steuerbare DC-9 kollidierte mit etwa 30 km/h mit einem Airbus A319 (N368NB) derselben Gesellschaft und beschädigte dessen rechte Tragfläche. Sie selbst wurde irreparabel beschädigt. Keiner ihrer 99 Insassen kam zu Schaden.[54]

- Am 10. Dezember 2005 wurde eine Douglas DC-9-32 der nigerianischen Sosoliso Airlines (5N-BFD) im Anflug auf den Flughafen Port Harcourt (Nigeria) ohne Sicht unter die Entscheidungshöhe geflogen und schlug neben der Landebahn auf. Von den 110 Personen an Bord kamen 108 ums Leben (siehe auch Sosoliso-Airlines-Flug 1145).[55]

- Am 15. April 2008 hob eine Douglas DC-9-51 der kongolesischen Hewa Bora Airways (9Q-CHN) bei einem missglückten Start auf dem Flughafen Goma (Demokratische Republik Kongo) nicht ab und raste in ein Wohngebiet. An Bord wurden 3 Menschen getötet, am Boden etwa 37 Menschen.[56]

- Am 6. Juli 2008 stürzte eine DC-9-15F der US-amerikanischen USA Jet Airlines (N199US) auf einem Frachtflug von Shreveport (Louisiana, USA) bei einem nicht stabilisierten Anflug 800 Meter vor dem Flughafen Saltillo (Mexiko) ab. Der Kapitän starb und der Erste Offizier wurde schwer verletzt. Mehrere Komponenten der Cockpit-Anzeigen waren defekt, ein Teil der Ausrüstung fehlte  (siehe auch USA-Jet-Airlines-Flug 199).[57]

## Entführung
Beim folgenden Fall handelte es sich nicht um einen Flugunfall, sondern eine Flugzeugentführung ohne Sachschaden.
- Am 17. März 1970 betrat ein Fluggast, der das Ticket für einen Flug von Newark nach Boston nicht bezahlen konnte, das Cockpit einer Douglas DC-9-31 der Eastern Air Lines (N8925E) und schoss auf den Flugkapitän und den Ersten Offizier. Letzterer konnte ihn überwältigen, wodurch sich auch der Entführer eine Schussverletzung zuzog. Der Kapitän konnte die Maschine sicher auf den Logan International Airport in Boston landen, jedoch erlag der Erste Offizier seiner erlittenen Schussverletzung (siehe auch Eastern-Air-Lines-Flug 1320).